# Waldkappel
Waldkappel è un comune tedesco di 4 231 abitanti situato nel land dell'Assia.